# Манівон
Манівон (кхмер. ព្រះបាទ ស៊ីសុវត្ថិ៍ មុនីវង្; 27 грудня 1875 — 24 квітня 1941) — король Камбоджі, який правив країною в першій половині XX століття.

## Життєпис
Був старшим сином короля Сісавата. Зійшов на престол після смерті батька 9 серпня 1927 року й коронований у вересні того ж року. Реальної влади не мав, оскільки Камбоджа перебувала під контролем Франції.